# Хамфри V де Богун
Хамфри V де Богун (англ. Humphrey V de Bohun; ок. 1220/1231 — 27 октября 1265) — сеньор Брекона, соратник Симона де Монфора, член Совета Девяти, сын Хамфри IV де Богуна, 2-го графа Херефорда и 1-го графа Эссекса, и Маго де Лузиньян, дочери Рауля I де Лузиньяна, графа д’Э.

## Биография
Точный год рождения Хамфри не известен. Благодаря первому браку Хамфри унаследовал Брекон.
В 1257 году Хэмфри помогал отцу удерживать пограничные марки Уэльса между Монтгомери и графством Глостер. В 1263 году он присоединился к отцу для того, чтобы защитить земли и укрепить замки от принца Уэльского Лливелина ап Грифида.
Во время восстания Симона де Монфора против короля Генриха III Хамфри, в отличие от отца, поддержал восставших. 23 июля 1264 года он был назначен для надзора за Винчестерским замком. Этот пост он занимал до 3 июня 1265 года. Кроме того, ему были переданы остров и замок Ланди (15 сентября 1264 года) и поместье Хэверинг в Эссексе (17 ноября 1264 года).
Хамфри участвовал в битве при Ившеме 4 августа 1265 года, в которой армия под командованием принца Эдуарда разбила восставших баронов, а Симон де Монфор погиб. Хамфри был серьёзно ранен и взят в плен. От полученных ран он умер в замке Бистон 27 октября и был похоронен в аббатстве Комбермер.
Вдова Хамфри, Джоанна де Квинси, в 9 ноября 1269 года обменяла поместье Кимболтон на поместье Уолтон, благодаря чему стала получать ежегодную ренту 40 фунтов. Она пережила мужа на 20 лет. А его сын, Хамфри VI, после смерти деда в 1275 году унаследовал титулы графа Херефорда и Эссекса.

## Брак и дети
1-я жена: после августа 1241 Элеанор де Браоз (около 1230—1251), наследница Брекона и Хая, дочь Уильяма де Браоза, лорда Брекона, Абергавенни и Билта, и Эвы Маршал, дочери Уильяма Маршала, 1-го графа Пембрука. Дети:
- Хамфри VI (около 1249 — 31 декабря 1298), 3-й граф Херефорд, 2-й граф Эссекс и лорд-констебль Англии с 1275, лорд-хранитель Пяти портов, лидер баронской оппозиции Эдуарду I
- Гилберт (умер в младенчестве);
- Элеонора (умерла 20 февраля 1314); муж: с 1269 Роберт де Феррерс (около 1239—1279), 6-й граф Дерби
- Марджери; муж: с 1276 Тибо (умер в 1309), барон де Верден
- (?) сын
  - Оливер

2-я жена: Джоанна де Квинси (умерла 25 ноября 1285), дочь Роберта де Квинси, лорда Уара, и Елены верх Лливелин, дочери Лливелина Великого, короля Гвинеда. Детей от этого брака не было.